# Pas de la Lloba
El Pas de la Lloba és una collada situada a 1.092,4 metres d'altitud en el límit dels termes municipals de Camarasa, a la Noguera, i de Llimiana, al Pallars Jussà.
Es troba a la mateixa carena del Montsec de Rúbies, a la part més occidental de la serralada, a prop del Congost de Terradets. Queda al nord-oest del poble de Rúbies, que dona nom al mateix Montsec, en aquest tram.